# Megalocaria tricolor
Megalocaria tricolor är en skalbaggsart som först beskrevs av Fabricius 1787.  Megalocaria tricolor ingår i släktet Megalocaria och familjen nyckelpigor. Inga underarter finns listade i Catalogue of Life.